# Тертис, Лайонел
Ла́йонел Те́ртис CBE (англ. Lionel Tertis; 29 декабря 1876, Уэст Хартлпул, графство Дарем — 22 февраля 1975, Лондон) — британский альтист, один из первых исполнителей на этом инструменте, добившихся мировой известности.

## Биография
В возрасте 5 лет начал играть на фортепиано, а с 12 лет стал играть на скрипке. Учился в Высшей школе музыки в Лейпциге, затем в Королевской академии музыки в Лондоне по классу скрипки. По совету Александра Маккензи он перешёл на альт, и вскоре, преодолев предвзятое отношение широкой публики к альту как к инструменту, не приспособленному для сольного исполнительства, завоевал славу одного из лучших альтистов современности. В 1906 году на краткое время он стал музыкантом Чешского струнного квартета, сменив на этом месте Оскара Недбала, в 1915 году играл в составе Бельгийского квартета с Жозефом Йонгеном, Дезире Дефо и Эмилем Духардом, однако в большей степени был привержен сольной карьере. Специально для него были написаны сочинения Джона Макивена, Арнольда Бакса, Бенджамина Дэйла и других английских композиторов. Не войдя в широкий репертуар, эти произведения, тем не менее, стали предшественниками будущих крупных работ для альта Уильяма Уолтона, Ральфа Воан-Уильямса и Артура Блисса.
Тертис играл на большом альте работы начала XVIII века, который обладал богатым, резонантным звучанием, приближавшимся по качеству к звуку виолончели, и совершенно не имевшим характерного гнусавого «альтового» призвука. Он активно выступал до 1936 года, а затем переключился на преподавание и популяризацию альта, хотя иногда играл на публике вплоть до преклонного возраста. Тертис сделал многочисленные переложения для альта, восполнившие «белые пятна» в репертуаре для этого инструмента. Существует ряд записей музыканта, среди которых — Концертная симфония Моцарта (с Албертом Саммонсом), альтовые сонаты Бакса и Донаньи и другие произведения.